# Свидянська сільська рада
Свидянська сільська рада (Свидівська сільська рада) — колишня адміністративно-територіальна одиниця та орган місцевого самоврядування у Потіївському районі Малинської, Коростенської і Волинської округ, Київської та Житомирської областей Української РСР з адміністративним центром у селі Свидя.

## Населені пункти
Сільській раді на час ліквідації були підпорядковані населені пункти:
- с. Свидя.

## Історія та адміністративний устрій
Створена 1923 року в складі с. Свида (Свидя), колонії Свида та хутора Березино (Березина) Потіївської волості Радомисльського повіту Київської губернії. 16 січня 1923 року підпорядковано с. Корчівка (згодом — Корчівка Друга) та хутори Городище, Клятовщина, Підвиборщина ліквідованої Корчівської сільської ради Горбулівської волості. 7 березня 1923 року включена до складу новоствореного Потіївського району Малинської округи. Станом на вересень 1924 року в підпорядкуванні ради числилися хутори Миколаївський, Поруби та Савицького. На 2 лютого 1928 року хутори Городище, Клятовщина, Миколаївський та Савицького не перебувають на обліку населених пунктів. На 1 жовтня 1941 року кол. Свида та хутори Березина, Підвиборщина і Поруби не значилися на обліку населених пунктів.
Станом на 1 вересня 1946 року сільська рада входила до складу Потіївського району Житомирської області, на обліку в раді перебувало с. Свидя.
Ліквідована 11 серпня 1954 року, відповідно до указу Президії Верховної Ради Української РСР «Про укрупнення сільських рад по Житомирській області», територію ради та с. Свидя приєднано до складу Видиборської сільської ради Потіївського району Житомирської області.